# Agrilus chalcoderes
Agrilus chalcoderes es una especie de insecto del género Agrilus, familia Buprestidae, orden Coleoptera.
Fue descrita científicamente por Chevrolat, 1835.